# Bad Freienwalde
Bad Freienwalde est une ville et une station thermale de l'arrondissement de Märkisch-Pays de l'Oder, dans le Land de Brandebourg, en Allemagne. Sa population s'élevait à environ 12 300 habitants en 2019.

## Géographie
La ville est située sur la bordure nord-ouest de l'Oderbruch, un delta fluvial de l`Oder, au pied du plateau de Barnim. Bad Freienwalde se trouve à 37 km au nord-ouest de Seelow, le chef-lieu de l'arrondissement, et à 52 km au nord-est du centre de Berlin.
|  |  |

## Quartiers
En plus du centre-ville, le territoire communal comprend sept localités :
| - Altranft - Altglietzen - Bralitz - Hohensaaten | - Hohenwutzen - Neuenhagen - Schiffmühle |

## Transports
La gare de Bad Freienwalde se situe sur la ligne ferroviaire d'Eberswalde à Francfort-sur-l'Oder, desservie par des trains Regionalbahn.
La Bundesstraße 158 (Berlin – Angermünde) et la Bundesstraße 167 (Lebus – Eberswalde) se croisent au nord-est du centre-ville.

## Histoire
Le lieu de Vrienwalde dans la marche de Brandebourg est mentionné pour la première fois dans un acte de l'an 1316. Le domaine a été acquis par les électeurs de la maison de Hohenzollern en 1618.

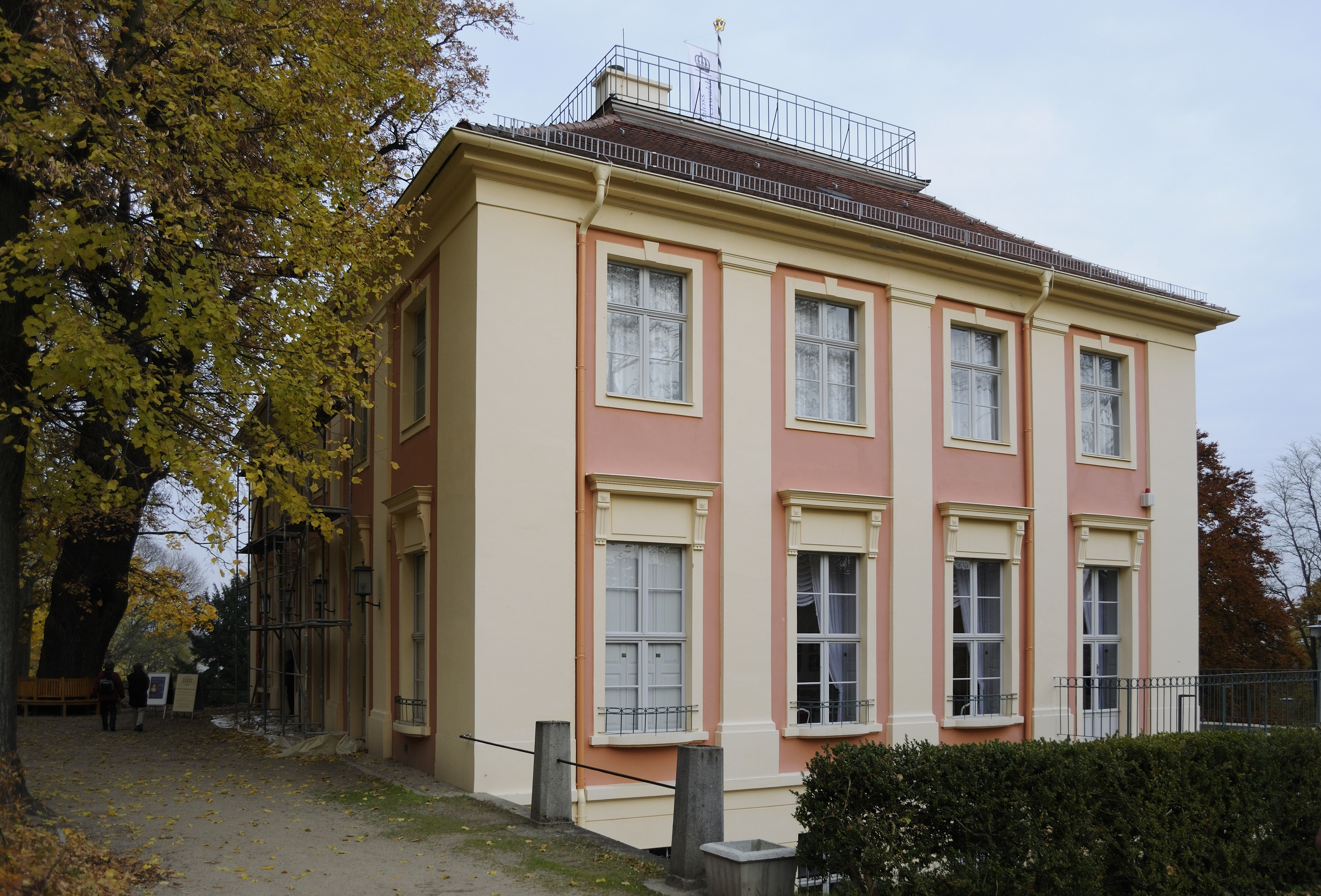
Château de Freienwalde.

Devasté par la guerre de Trente Ans, le village connut un essor après la découverte d'une source minérale qui a été décrit par Bernhard Albinus, médecin personnel du « grand électeur » Frédéric-Guillaume Ier de Brandebourg, en 1685. Les cures ont été notamment encouragées par le roi Frédéric-Guillaume Ier et son fils Frédéric II. À partir de 1790. öa reine Frédérique-Louise se rend régulièrement à la station thermale ; après la mort de son épous Frédéric-Guillaume II en 1797, elle fit construire le château de Freienwalde.
Au cours des Réformes prussiennes, Freienwalde devient le chef-lieu de l'arrondissement du Haut-Barnim au sein de la province de Brandebourg. Les jardins de la station thermale ont été réaménagés par Peter Joseph Lenné en 1821. En 1909, l'industriel Walther Rathenau acquit le château

## Démographie
| Année | Population |
| ----- | ---------- |
| 1875  | 15 003     |
| 1890  | 17 076     |
| 1910  | 19 016     |
| 1925  | 18 825     |
| 1933  | 18 873     |
| 1939  | 19 850     |
| 1946  | 18 611     |
| 1950  | 20 867     |
| 1964  | 19 077     |
| 1971  | 18 769     |

| Année | Population |
| ----- | ---------- |
| 1981  | 17 455     |
| 1985  | 17 023     |
| 1989  | 16 963     |
| 1990  | 16 659     |
| 1991  | 16 393     |
| 1992  | 16 126     |
| 1993  | 16 034     |
| 1994  | 15 753     |
| 1995  | 15 624     |
| 1996  | 15 500     |

| Année | Population |
| ----- | ---------- |
| 1997  | 15 324     |
| 1998  | 15 189     |
| 1999  | 15 058     |
| 2000  | 14 808     |
| 2001  | 14 543     |
| 2002  | 14 360     |
| 2003  | 14 107     |
| 2004  | 13 940     |
| 2005  | 13 739     |
| 2006  | 13 538     |

| Année | Population |
| ----- | ---------- |
| 2007  | 13 315     |
| 2008  | 13 136     |
| 2009  | 12 964     |
| 2010  | 12 788     |
| 2011  | 12 656     |
| 2012  | 12 491     |
| 2013  | 12 403     |

## Jumelages
- Bad Pyrmont (Allemagne)
- Międzyrzecz (Pologne)

## Personnalités
- Robert von Zedlitz-Trützschler (1837–1914), fonctionnaire prussien et ministre de l'Éducation ;
- Alfred Blaschko (1858–1922), dermatologue ;
- Erich Raschick (1882–1946), général ;
- Hilde Jennings (1906–?), actrice ;
- Hans Keilson (1909–2011), écrivain, psychanalyste et pédagogue.